# ماسوما

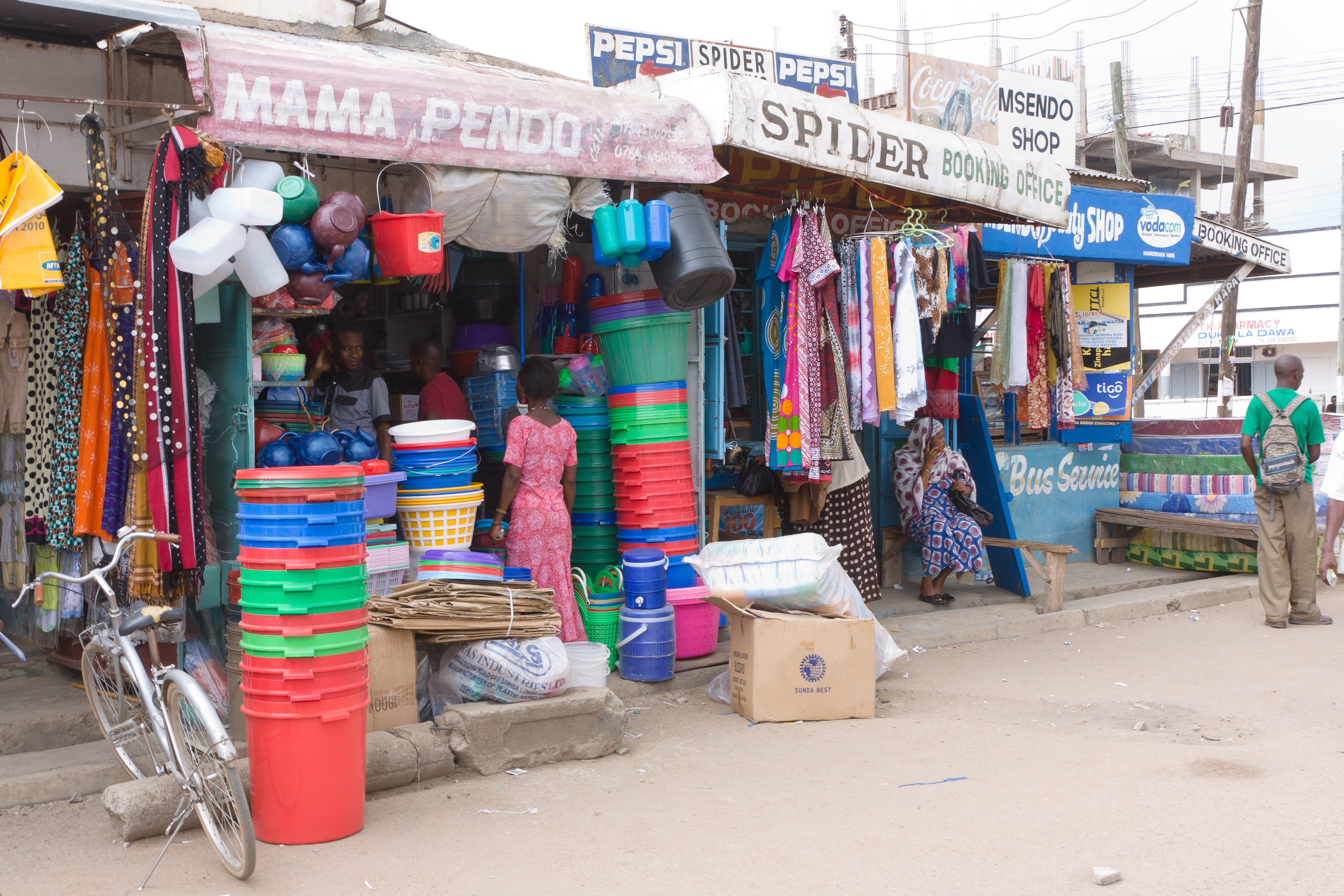
نگاره‌ای از یک بازار محلی در شهر ماسوما: فروشگاه‌های کوچک پیرامون یک ایستگاه اتوبوس

شهر ماسوما در شمال کشور تانزانیا قرار دارد و مرکز استان مارا می‌باشد.
برپایه نتایج سرشماری عمومی نفوس و مسکن که در سال ۲۰۰۲ توسط دولت تانزانیا انجام شد جمعیت این شهر بالغ بر ۱۰۳٬۴۹۷ نفر اعلام شده‌است.
شهر ماسوما در حاشیه شرقی دریاچه ویکتوریا قرار گرفته‌است و فاصله چندانی با مرز کنیا ندارد.
در این شهر تعدادی قایق مسافری وجود دارد که مسافران را از میان دریاچه عبور می‌دهد.
صنایع فعال در این منطقه کشت پنبه و ماهی گیری می‌باشد.

## آب و هوا
| داده‌های اقلیم ماسوما    | داده‌های اقلیم ماسوما | داده‌های اقلیم ماسوما | داده‌های اقلیم ماسوما | داده‌های اقلیم ماسوما | داده‌های اقلیم ماسوما | داده‌های اقلیم ماسوما | داده‌های اقلیم ماسوما | داده‌های اقلیم ماسوما | داده‌های اقلیم ماسوما | داده‌های اقلیم ماسوما | داده‌های اقلیم ماسوما | داده‌های اقلیم ماسوما | داده‌های اقلیم ماسوما |
| ماه                     | ژانویه               | فوریه                | مارس                 | آوریل                | مه                   | ژوئن                 | ژوئیه                | اوت                  | سپتامبر              | اکتبر                | نوامبر               | دسامبر               | سال                  |
| ----------------------- | -------------------- | -------------------- | -------------------- | -------------------- | -------------------- | -------------------- | -------------------- | -------------------- | -------------------- | -------------------- | -------------------- | -------------------- | -------------------- |
| میانگین بیش‌ترین °C (°F) | ۲۸ (۸۲)              | ۲۸ (۸۳)              | ۲۸ (۸۳)              | ۲۸ (۸۲)              | ۲۸ (۸۲)              | ۲۷ (۸۱)              | ۲۸ (۸۲)              | ۲۸ (۸۲)              | ۲۸ (۸۳)              | ۲۹ (۸۴)              | ۲۸ (۸۳)              | ۲۸ (۸۲)              | ۲۸ (۸۲٫۴)            |
| میانگین کم‌ترین °C (°F)  | ۱۹ (۶۶)              | ۱۹ (۶۶)              | ۲۰ (۶۸)              | ۱۹ (۶۶)              | ۱۸ (۶۵)              | ۱۸ (۶۴)              | ۱۷ (۶۳)              | ۱۸ (۶۴)              | ۲۰ (۶۸)              | ۱۹ (۶۶)              | ۱۹ (۶۶)              | ۱۹ (۶۶)              | ۱۸٫۸ (۶۵٫۷)          |
| بارندگی میلی‌متر (اینچ)  | ۶۰ (۲٫۲)             | ۶۰ (۲٫۳)             | ۱۱۰ (۴٫۵)            | ۱۷۰ (۶٫۸)            | ۱۱۰ (۴٫۲)            | ۳۰ (۱)               | ۲۰ (۰٫۸)             | ۲۰ (۰٫۸)             | ۳۰ (۱)               | ۴۰ (۱٫۴)             | ۷۰ (۲٫۷)             | ۷۰ (۲٫۶)             | ۷۹۰ (۳۰٫۳)           |
| منبع: Weatherbase       |                      |                      |                      |                      |                      |                      |                      |                      |                      |                      |                      |                      |                      |